# GO GO スターリン
「GO GO スターリン」（ゴー・ゴー・スターリン）は、日本の ロックバンドであるザ・スターリンの3枚目のシングル。1983年2月10日に 徳間ジャパンのクライマックスレコードから発売された。

## 解説
アルバム『虫』（1983年）からの先行シングルであり、ザ・スターリン唯一の12インチシングルとなっており、A面に「GO GO スターリン」、「カタログZ」が収録され、B面には「先天性労働者」が収録されている。
曲の内容は共産党、共産主義に対する懐疑的な思いを絶叫するようなボーカルで歌っている。
後にアルバムに収録された際は、イントロ部が変更され、叫び声が削除された。
B面曲の「先天性労働者」は、カール・マルクスとフリードリヒ・エンゲルスの共著による共産党宣言の一説を歌詞にした曲。アルバムには未収録となったが、ライブでは定番曲として演奏されていた。後に遠藤のソロ曲である「お母さん、いい加減あなたの顔は忘れてしまいました」（1984年）のバックトラックをベースにこの曲の歌詞を載せた、「お母さんいい加減〜先天性労働者」がライブアルバム『FOR NEVER』（1985年）に収録されている。また、その後に遠藤のソロアルバム『TERMINAL』（1987年）に「OH!マルクス」のタイトルで収録されている。
また、「カタログZ」、「先天性労働者」はともにアルバム未収録となった。

## リリース履歴
| No. | 日付           | レーベル                             | 規格       | 規格品番 | 最高順位 | 備考           |
| --- | -------------- | ------------------------------------ | ---------- | -------- | -------- | -------------- |
| 1   | 1983年2月10日  | 徳間ジャパン／クライマックスレコード | 12inchEP   | CMC-1    | -        |                |
| 2   | 1997年10月25日 | 徳間ジャパン／WAX                    | 12センチCD | WAX-21   | -        | デジパック仕様 |

## 収録曲
1. 「GO GO スターリン」
  - 作詞：遠藤みちろう／作曲：晋太郎
2. 「カタログZ」
  - 作詞：遠藤みちろう／作曲：タム
3. 「先天性労働者」
  - 作詞：遠藤みちろう／作曲：晋太郎、タム

## 参加ミュージシャン
- 遠藤ミチロウ - ボーカル
- タム - ギター
- 杉山シンタロウ - ベース
- 中田ケイゴ - ドラムス

## 収録アルバム
- 「GO GO スターリン」
  - 『虫』（1983年）
  - 『Best sellection』（1986年）
  - 『BESTESTS!』（1987年）
  - 『THE STALIN BEST』（2003年）
  - 『絶望大快楽 LIVE at 後楽園ホール'83』（2005年）
  - 『飢餓々々帰郷』（2007年）
- 「カタログZ」
  - 『BESTESTS!』（1987年）
- 「先天性労働者」
  - 『FOR NEVER』（1985年）
  - 『BESTESTS!』（1987年）
  - 『絶望大快楽 LIVE at 後楽園ホール'83』（2005年）
  - 『飢餓々々帰郷』（2007年）
  - 『I was THE STALIN〜絶賛解散中〜完全版』（2012年）

## カバー作品
- 「GO GO スターリン」
  - フラワーカンパニーズ - 『ロマンチスト〜THE STALIN・遠藤ミチロウTribute Album〜』（2010年）
- 「先天性労働者」
  - R.O.M - 『365:A TRIBUTE TO THE STALIN』（2001年）
  - AA= - 『ロマンチスト〜THE STALIN・遠藤ミチロウTribute Album〜』（2010年）